# Otto Ernest Weber
Otto Ernest Weber (* 5. April 1921 in Făgăraș, Rumänien; † 2. August 2001 in Bukarest) war ein rumäniendeutscher Politiker. 

## Werdegang
Von 1990 bis 2000 war er Mitglied des rumänischen Abgeordnetenhauses aus dem Wahlkreis Bukarest auf der Liste der Rumänischen Ökologischen Partei, die Teil des Wahlbündnisses „Rumänischer Demokratischer Konvent“ war. Er nahm dabei die Funktion des Vorsitzenden der parlamentarischen Freundschaftsgruppe Rumänien-Österreich und Rumänien-Deutschland ein. Während der Legislaturperiode 1996 bis 2000 war er stellvertretender Vorsitzender des Parlamentsklubs aus Nationale Christdemokratische Bauernpartei und den Grünen (PER) sowie stellvertretender Vorsitzender des Ausschusses für Menschenrechte und Minderheiten.